# C-레이션

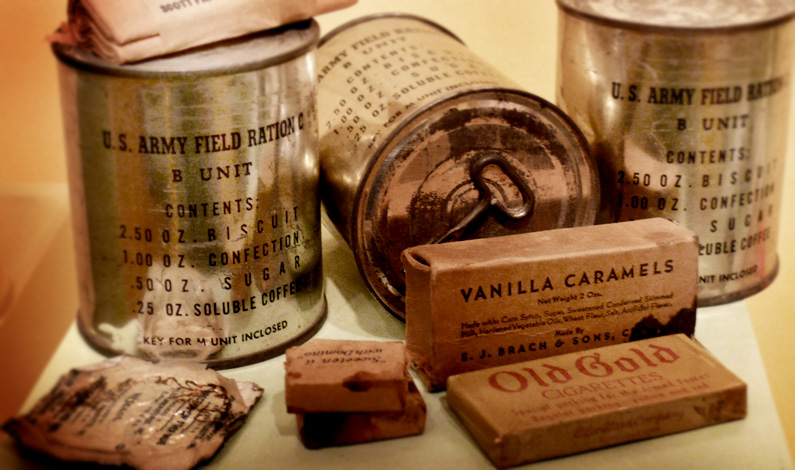
제2차 세계대전부터 사용된 미군의 전투식량 C-레이션

C-레이션(C-ration)은 제2차 세계대전과 한국전쟁 당시 미군의 전투식량이다.
1958년 공식명칭은 MCI로 교체되었지만, 매우 비슷했고, 보급된 1958년에서 1980년까지 계속 미군 병사들은 씨레이션이라고 불렀다. 현재 미군은 MRE를 전투식량으로 사용한다.

## 대한민국

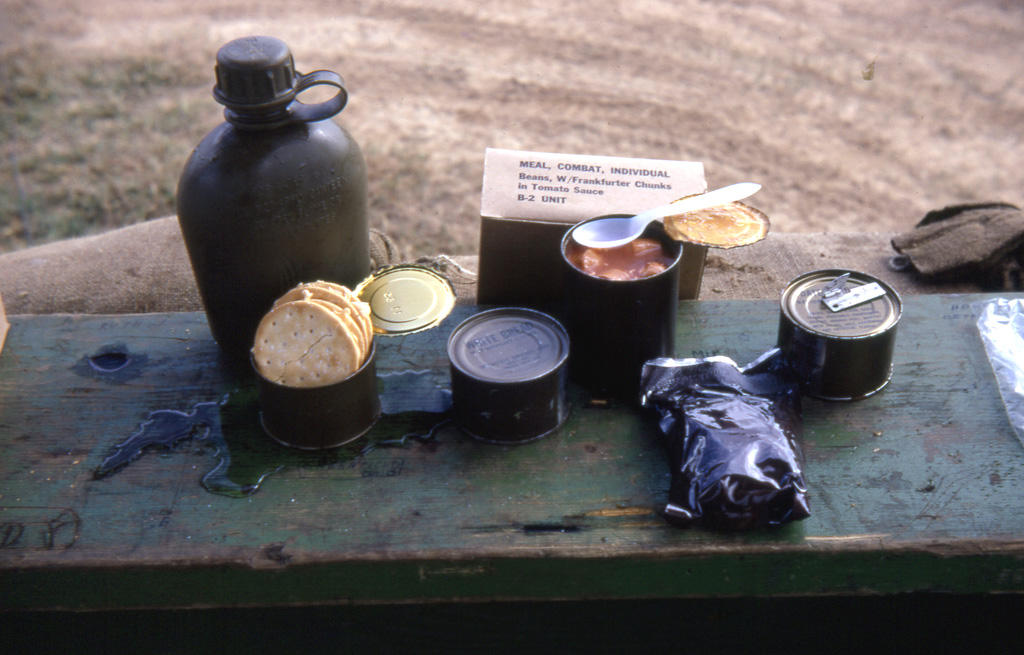
1960년대의 C-레이션. 공식명칭은 MCI로 바뀌었지만, 이전과 거의 비슷해서, 미군들은 계속 C-레이션으로 불렀다.

해방 이후엔 C-레이션이 상자당 쌀 1되 값에 시장에서 팔렸다.
한국전쟁 당시, 대대장의 이름을 딴 스미스 부대는 1950년 6월 30일 오후 3시 부산 수영비행장으로 공수되었다. 2개 중대 406명. 장병 1명이 M1 카빈 실탄 120발과 C-레이션 이틀분을 갖고 있었다.
광복과 한국전쟁을 거친 뒤에는 껌, 과자, 땅콩, 베이컨 등의 식품과 비누, 수건이 담긴 주한 미군의 C-레이션이 미군 부대에서 불법적으로 흘러나와 암시장에서 인기리에 팔렸다.
커피는 해방 뒤 미군의 C-레이션을 통해 "설탕 탄 비싼 물"이 일반 대중에게 퍼져나갔다. 회충약으로 오인되기도 하고, 배곯는 전쟁 중에는 각성제로도 인기였다.
한국전쟁이 발발하고 미군이 진주하면서 1회용 인스턴트 커피가 등장했고, 이것이 유출되면서 커피가 대한민국에서 일반화되었다. 미군 전투식량(MRE)에는 인스턴트 커피가 들어 있었다. 당시 미군으로부터 유출된 인스턴트 커피는 카페인이 너무 많이 들어있어, 과음하면 불면증에 걸린다는 말이 있었다.

## 같이 보기
- D-레이션
- E-레이션
- K-레이션
- MRE
- 미군 초콜릿